# 天主教新潘普洛納總教區
天主教新潘普洛納總教區（拉丁語：Arcidioecesis Neo-Pampilonensis）是哥倫比亞一個羅馬天主教總教區，下轄四個教區。
教區成立於1835年9月25日，1956年5月29日升為總教區並易名至今。
總教區包括北桑坦德省南部，2004年有教友192,207人，佔轄區總人口97.3%。教區下轄卅四個堂區，有六十七名司鐸。現任總主教為喬治·亞爾伯·奧薩-索托，榮休總主教為類斯·馬德里德-梅爾拉諾。